# René Bride

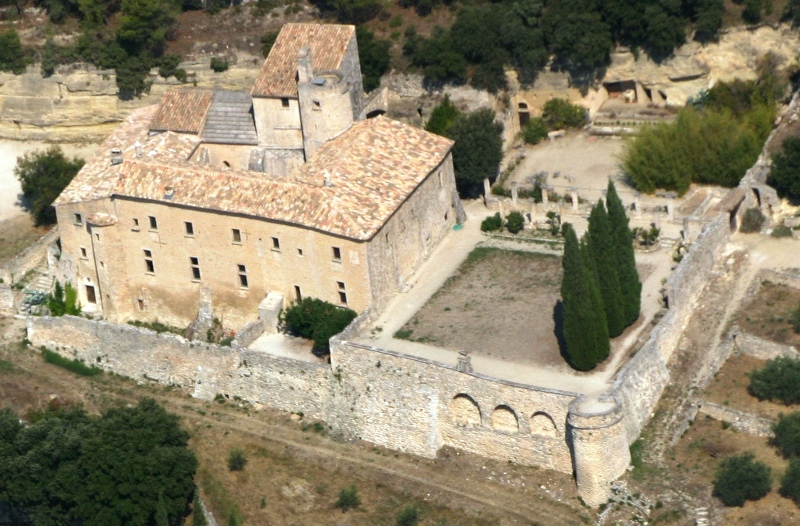
Vue aérienne de l'abbaye de Saint-Hilaire.

René François Joseph Bride est né à Laneuveville-en-Saulnois (Moselle) le 24 novembre 1906 et mort à Reims (Marne) le 26 mai 1998, est un homme politique français.

## Biographie
René Bride est le fils de Victor Bride et de Catherine Hottier. Il épouse Anne-Marie Eugénie Amélie Charlier. 
Pharmacien à Reims dès 1932, il créa un laboratoire pharmaceutique en 1938. Conseiller municipal, premier adjoint au maire de Reims en 1949, puis, il succéda à Roger Jardelle au poste de maire de Reims le 9 mai 1953, poste duquel il démissionna le 21 janvier 1957, à la suite d'un grave accident de la route. 
Il fut conseiller général durant 18 ans, soit de 1949 à 1955 et de 1961 à 1973, mais aussi président de l'Académie de Reims en 1969.
Il repose à Ménerbes (Vaucluse) dans la crypte de l'abbaye Saint-Hilaire, qu'il acquit et fit restaurer.

## Distinctions
René Bride a été élevé au rang de chevalier de la Légion d'honneur.
Une esplanade à Reims porte son nom.

## Legs
Les archives de la ville de Reims possèdent le fonds Bride conservé sous la cote 10S. Ce fonds est constitué de dossiers documentaires d'ouvrages et d'articles d'histoire locale issus de la Bibliothèque de monsieur Bride.

## Source
1. ↑  « reims-web.com/archives/edito%2… »(Archive.org • Wikiwix • Archive.is • Google • Que faire ?).
2. ↑  http://acadnat.reims.pagesperso-orange.fr/PDF/presidents.pdf
3. ↑  « Nouvelles des fonds », sur ville-reims.fr via Wikiwix (consulté le 17 octobre 2023).